# Aparasphenodon
Genre
Aparasphenodon est un genre d'amphibiens de la famille des Hylidae.

## Répartition
Les cinq espèces de ce genre se rencontrent dans les régions côtières du Sud du Brésil et dans le haut bassin de l'Orénoque au Venezuela et en Colombie.

## Liste des espèces
Selon Amphibian Species of the World (9 juin 2017) :
- Aparasphenodon arapapa Pimenta, Napoli, & Haddad, 2009
- Aparasphenodon bokermanni Pombal, 1993
- Aparasphenodon brunoi Miranda-Ribeiro, 1920
- Aparasphenodon pomba Assis, Santana, Silva, Quintela, & Feio, 2013
- Aparasphenodon venezolanus (Mertens, 1950)

## Publication originale
- Miranda-Ribeiro, 1920 : Triprion, Diaglena, Corythomantis, etc. uma subsecção de Hylidae, com duas especies novas. Revista do Museu Paulista, vol. 12, p. 83-89 (texte intégral).